# Hobart International 2015
Hobart International 2015 byl tenisový turnaj pořádaný jako součást ženského okruhu WTA Tour, který se hrál na dvorcích s tvrdým povrchem v Hobartském mezinárodním tenisovém centru. Konal se mezi 11. až 17. lednem 2015 v australském Hobartu jako 22. ročník turnaje.
Turnaj s rozpočtem 250 000 dolarů patřil do kategorie WTA International Tournaments. Nejvýše nasazenou hráčkou ve dvouhře se stala dvacátá devátá tenistka světa Casey Dellacquová z Austrálie, která ve druhém kole nestačila na Karin Knappovou. Singlovou soutěž vyhrála Britka Heather Watsonová a deblovou část turnaje ovládla dvojice Kiki Bertensová a Johanna Larssonová.

## Distribuce bodů a finančních odměn

### Distribuce bodů
| Soutěž  | vítězky | finalistky | semifinalistky | čtvrtfinalistky | 16 v kole | 32 v kole | Q  | Q3 | Q2 | Q1 |
| ------- | ------- | ---------- | -------------- | --------------- | --------- | --------- | -- | -- | -- | -- |
| dvouhra | 280     | 180        | 110            | 60              | 30        | 1         | 18 | 14 | 10 | 1  |
| čtyřhra | 280     | 180        | 110            | 60              | 1         | —         | —  | —  | —  | —  |

### Finanční odměny
| Soutěž                                | vítězky | finalistky | semifinalistky | čtvrtfinalistky | 16 v kole | 32 v kole | Q3     | Q2   | Q1   |
| ------------------------------------- | ------- | ---------- | -------------- | --------------- | --------- | --------- | ------ | ---- | ---- |
| dvouhra                               | $43 000 | $21 400    | $11 300        | $5 900          | $3 310    | $1 925    | $1 005 | $730 | $530 |
| čtyřhra                               | $12 300 | $6 400     | $3 435         | $1 820          | $960      | —         | —      | —    | —    |
| částky ve čtyřhře jsou uváděny na pár |         |            |                |                 |           |           |        |      |      |

## Ženská dvouhra

### Nasazení
| Stát                          | Hráčka             | WTA | Nasazení |
| ----------------------------- | ------------------ | --- | -------- |
| Austrálie                     | Casey Dellacquová  | 29. | 1.       |
| USA                           | Varvara Lepčenková | 30. | 2.       |
| Kazachstán                    | Zarina Dijasová    | 31. | 3.       |
| USA                           | Sloane Stephensová | 34. | 4.       |
| Itálie                        | Camila Giorgiová   | 35. | 5.       |
| Německo                       | Mona Barthelová    | 40. | 6.       |
| USA                           | Alison Riskeová    | 42. | 7.       |
| Itálie                        | Roberta Vinciová   | 44. | 8.       |
| Česko                         | Klára Koukalová    | 45. | 9.       |
| Žebříček WTA k 12. lednu 2015 |                    |     |          |

### Jiné formy účasti
Následující hráčky obdržely divokou kartu do hlavní soutěže:
- Daniela Hantuchová
- Olivia Rogowská
- Storm Sandersová

Následující hráčka získala do hlavní soutěže zvláštní výjimku:
- Čeng Saj-saj

Následující hráčky si zajistily postup do hlavní soutěže v kvalifikaci:
- Madison Brengleová
- Richèl Hogenkampová
- Kateryna Kozlovová
- Johanna Larssonová
  -  Sílvia Solerová Espinosová – jako šťatná poražená

### Odhlášení
před zahájením turnaje
- Varvara Lepčenková (poranění pravého hlezna) → nahradila ji Sílvia Solerová Espinosová

v průběhu turnaje
- Kaia Kanepiová (viróza)

### Skrečování
- Christina McHaleová (poranění pravého ramena)
- Mirjana Lučićová Baroniová (poranění levé dolní končetiny)
- Čeng Saj-saj (poranění levého stehna)

### Nasazení
| Stát                                                                      | Hráčka                     | Stát      | Hráčka                | WTA  | Nasazení |
| ------------------------------------------------------------------------- | -------------------------- | --------- | --------------------- | ---- | -------- |
| Zimbabwe                                                                  | Cara Blacková              | Čína      | Čeng Saj-saj          | 90.  | 1.       |
| Polsko                                                                    | Klaudia Jansová-Ignaciková | Slovinsko | Andreja Klepačová     | 103. | 2.       |
| Chorvatsko                                                                | Darija Juraková            | USA       | Megan Moulton-Levyová | 111. | 3.       |
| Španělsko                                                                 | Lara Arruabarrenová        | Rumunsko  | Ioana Raluca Olaruová | 117. | 4.       |
| Žebříček WTA k 12. lednu 2015; číslo je součtem umístění obou členek páru |                            |           |                       |      |          |

### Odhlášení
v průběhu turnaje
- Mirjana Lučićová Baroniová (poranění levé dolní končetiny)
- Sloane Stephensová (břišní poranění)

### Skrečování
- Cara Blacková (viróza)

## Přehled finále

### Ženská dvouhra
- Heather Watsonová vs.  Madison Brengleová, 6–3, 6–4

### Ženská čtyřhra
- Kiki Bertensová /  Johanna Larssonová vs.  Vitalija Ďjačenková /  Monica Niculescuová, 7–5, 6–3